# Ensio Nieminen
Elo Ensio Nieminen (* 30. März 1930 in Hausjärvi; † 27. September 2008) war ein finnischer Radrennfahrer und nationaler Meister im Radsport.

## Sportliche Laufbahn
Nieminen war im Bahnradsport aktiv. Er war Teilnehmer der Olympischen Sommerspiele 1952 in Helsinki. 
Im Tandemrennen schied er mit seinem Partner Olavi Linnonmaa im Hoffnungslauf aus. Nieminen startete für den Verein Helsingin Työväen Pyörä-Veikot. 1956 siegte er in der nationalen Meisterschaft im Tandemrennen mit Olavi Linnonmaa als Partner.